# 杨易 (外交官)
杨易（？—），男，中华人民共和国外交官，现任中华人民共和国驻亚历山大总领事。

## 生平
杨易毕业于北京大学历史系。1997年，进入中国国际问题研究所工作。曾先后在《国际问题研究》、研究所外事处、驻洛杉矶总领事馆、亚太安全合作理事会中国委员会秘书处、研究所外联处任职。2011年12月，任中国国际问题研究所秘书长。2014年6月，中国国际问题研究所更名为中国国际问题研究院，杨易继续担任秘书长一职。2022年8月，出任中华人民共和国驻亚历山大总领事。